# انتخاب شخصی (فیلم ۱۹۹۹)
انتخاب شخصی (انگلیسی: Swayamvaram) فیلم هندی عاشقانه کمدی-درام تلوگو-زبان، تولید سال ۱۹۹۹ است که کارگردانی آن بر عهده کی. ویجایا باسکار بود. نقش‌های اصلی فیلم را لعیا و ونو توتمپودی بازی کردند که برای بار اول بود که در نقش اصلی یک فیلم بازی می‌کردند. این فیلم برنده چهار جایزه ناندی گردید.